# استفانو پسینا
استفانو پسینا (انگلیسی: Stefano Pessina؛ زادهٔ ۴ ژوئن ۱۹۴۱) کارآفرین، سرمایه‌دار و مدیر اجرایی اهل ایتالیا است، که به‌عنوان سهامدار اصلی و مدیرعامل شرکت والگرینز بوتس الاینس فعالیت می‌کند. وی از سال ۱۹۶۶ میلادی تاکنون مشغول فعالیت بوده‌است.